# BC Jonava
El BC Jonava, conocido por razones de patrocinio como BC CBet (lituano: Jonavos CBet), es un equipo de baloncesto profesional lituano con sede en Jonava. El CBet compite en la Lietuvos Krepšinio Lyga (LKL), la primera división del baloncesto lituano.

## Historia
El primer club de baloncesto de Jonava conocido como "Statyba" se fundó en 1969. En 1980, una empresa de muebles comenzó a patrocinar al equipo. BC Jonava ganó el campeonato de baloncesto de la liga lituana de segundo nivel al final de la temporada. Una década después, el histórico club de baloncesto Jonava dejó de existir y fue reemplazado por el club deportivo "Triobet" en 1999.

## Trayectoria
| Temporada | Nivel | Liga | Pos. | KMT Cup          |  |
| --------- | ----- | ---- | ---- | ---------------- |  |
| 2001–02   | 2     | LKAL | 10.º |                  |  |
| 2002–03   | 2     | LKAL | 8.º  |                  |  |
| 2003–04   | 2     | LKAL | 3.º  |                  |  |
| 2004–05   | 2     | LKAL | 2.º  |                  |  |
| 2005–06   | 2     | NKL  | 4.º  |                  |  |
| 2006–07   | 2     | NKL  | 2.º  |                  |  |
| 2007–08   | 2     | NKL  | 3.º  |                  |  |
| 2008–09   | 2     | NKL  | 9.º  |                  |  |
| 2009–10   | 2     | NKL  | 2.º  |                  |  |
| 2010–11   | 2     | NKL  | 9.º  |                  |  |
| 2011–12   | 2     | NKL  | 8.º  |                  |  |
| 2012–13   | 2     | NKL  | 4.º  |                  |  |
| 2013–14   | 2     | NKL  | 5.º  |                  |  |
| 2014–15   | 2     | NKL  | 7.º  |                  |  |
| 2015–16   | 2     | NKL  | 4.º  |                  |  |
| 2016–17   | 2     | NKL  | 14.º |                  |  |
| 2017–18   | 2     | NKL  | 9.º  |                  |  |
| 2018–19   | 2     | NKL  | 12.º |                  |  |
| 2019–20   | 2     | NKL  | –*   |                  |  |
| 2020–21   | 2     | NKL  | 1.º  | 1.ª ronda        |  |
| 2021–22   | 1     | LKL  | 5.º  | Cuartos de final |  |
| 2022–23   | 1     | LKL  | 4.º  | 2.º puesto       |  |

* Cancelada por la Pandemia de COVID-19 en Europa